# Dundo Maroje
Dundo Maroje („Onkel Maroje“, in deutscher Übersetzung Vater Marojes Dukaten, Vater Marojes Geld, Auf Abenteuer in Rom) ist eine Komödie des ragusanischen Renaissance-Dichters Marin Držić (1508–1567) in kroatischer Sprache mit italienischen Einsprengseln, die vermutlich 1551 uraufgeführt, aber erst 1866 zum ersten Mal gedruckt wurde. Ihr Ende ist nicht überliefert. Dundo Maroje gilt als Držićs Hauptwerk und ist eines der bedeutendsten und beliebtesten Werke der kroatischen Literatur.

## Handlung
Die nachfolgende Zusammenfassung bezieht sich auf Držićs Original, wie es in der Handschrift aus dem 16. Jahrhundert überliefert ist. Dem Stück sind zwei Prologe vorgelagert.

### Erster Akt
Die Handlung spielt in Rom. Man schreibt das Jahr 1550, Papst Julius III. hat soeben das Heilige Jahr eröffnet und die Stadt wimmelt von Pilgern aus aller Welt. Auch der schwerreiche und ebenso geizige Kaufmann "Onkel" Maroje hat sich mit seinem Diener, dem Gastwirt und Trunkenbold Bokčilo, von Dubrovnik nach Rom begeben, nur führen ihn keineswegs religiöse Motive in die Ewige Stadt. Vor drei Jahren hat er seinen Sohn Maro mit 5000 Dukaten ausgestattet und nach Italien entsandt. Er sollte sich über die Hafenstadt Ancona nach Florenz begeben, daselbst edle Stoffe kaufen und reich beladen wieder zurückkehren. Hätte er den Auftrag zu des Vaters Zufriedenheit ausgeführt, würde ihm dieser sein ganzes Vermögen vermacht und ihn vermählt haben. Stattdessen ist Maro aber in das Babylon Rom entwischt, hat nichts mehr von sich hören lassen und verschleudert, wie seinem entsetzten Vater zu Ohren gekommen ist, das Geld für Huren (zle žene „schlechte Frauen“), insbesondere (was Maroje noch nicht weiß) für die Kurtisane Laura. Maroje will seinen missratenen Sohn nun ausfindig machen, ihm die Leviten lesen und retten, was von seinen Dukaten noch zu retten ist.

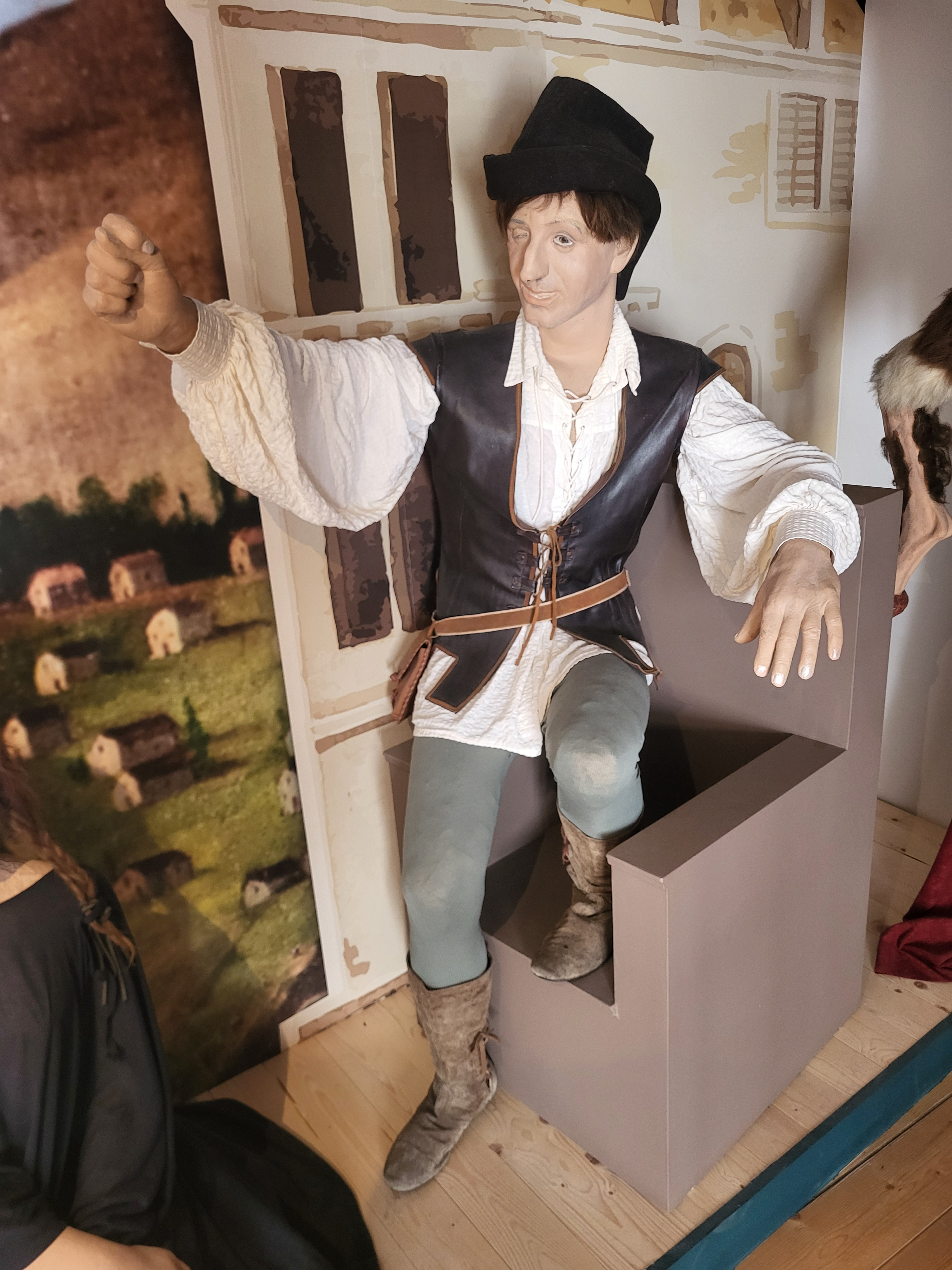
Figürliche Darstellung von Pomet als einer von Držićs beliebtesten Figuren im Marin Držić-Haus (Dom Marina Držića) in Dubrovnik

Zu Beginn des Stücks treffen Maroje und Bokčilo auf ihren stark kurzsichtigen Landsmann Tripčeta aus Kotor, dem sie ihr Leid klagen. Dieser berichtet, Maro sei ein stadtbekannter Prasser, gebärde sich wie ein Adliger und nenne sich hochmütig "Signor Marin". Die drei begeben sich in ein Gasthaus und belauschen von da aus die folgenden Szenen. Es treten Ugo der Deutsche (Ugo Tudešak), ein reicher, grobschlächtiger Säufer aus dem Heiligen Römischen Reich, und sein verschlagener Diener Pomet Trpeza auf. Ugo ist unglücklich in die Kurtisane Laura (sie stammt aus Kotor und heißt eigentlich Mande) verliebt, die ihn trotz seiner teuren Geschenke ein weiteres Mal abblitzen lässt, denn ihre Gunst gehört Maro. Maros Diener Popiva gesellt sich zum Grüppchen und verspottet die fruchtlosen Bemühungen des Deutschen. Maroje muss ohnmächtig mit anhören, wie Popiva damit prahlt, wie viel Geld sein Meister für Laura schon aufgewendet und wie er deswegen auch mehr Erfolg bei ihr habe. Pomet beschimpft Popiva und Laura als geldgierige Blutegel, die den Jüngling noch in den Ruin treiben. Schließlich kommt Maro selbst. Auch er renommiert ausschweifend, schickt dann seinen Diener aus, um Edelsteine im Wert von 200 Dukaten für seine Geliebte zu holen, und betritt ihr Haus. Als alle verschwunden sind, platzt Maroje wutschnaubend mit seinen Begleitern aus der Taverne. Bokčilo gelingt es, ihn zu beruhigen und davon zu überzeugen, dass ein überstürztes Vorgehen alles verderben könnte. Vielmehr solle er auf seinen Sohn warten und ihm dann mit Bedacht ins Gewissen reden. Sie ziehen sich wieder zurück.
Zum Schluss treten Pera, der Maro vor drei Jahren die Ehe versprochen hat, und ihr Cousin Dživo auf. Pera gibt sich als Diener ihres Cousins aus und ist als Mann verkleidet, es handelt sich also um eine Hosenrolle. Sie hat sich von Dživo überreden lassen, ihrer reichen alten Tante 300 Dukaten zu stehlen, um damit die Überfahrt nach Rom zu bezahlen, wo sie den treulosen Maro zur Besinnung bringen will. Sie ist verzweifelt und bangt um ihre Ehre, müsste sie ohne ihn nach Dubrovnik zurückkehren. Die beiden treffen auf den Schiffsmann Dživulin von der Insel Lopud, von dem sie erfahren, dass auch Maroje hinter Maro her ist. Dživo versichert, genau zu wissen, was zu tun sei.

### Zweiter Akt
Auch Pomet hat inzwischen vernommen, dass Maroje nach Rom gekommen ist, und wittert Morgenluft, Maro, den Rivalen seines Herrn, endlich aus dem Feld zu schlagen. Es kommt Lauras Dienerin Petruniella (Petrunjela). Wie ihre Herrin stammt auch sie aus Dalmatien hat sich ein italienisches Pseudonym zugelegt, denn sie heißt eigentlich Milica und war in Dubrovnik als leichtes Mädchen bekannt. Pomet macht ihr den Hof und bittet sie, ihrer Herrin zu berichten, dass der um sie werbende Ugo 50’000 Dukaten besitze und Maro hingegen bald von seinem Vater nach Dubrovnik zurückgebracht werde. Es treten Niko und Piero (Pijero), zwei alte Saufkumpane Maros, auf. Sie sind vor zwei Tagen von Florenz her in Rom angekommen und suchen nun ihren Freund, um sich an seiner Spendierfreudigkeit zu laben. Sie werden vom integren Vlaho verspottet. Als der Jude Sadi mit einer wertvollen Perlenkette erscheint, tritt Laura auf den Balkon und ruft ihn und ihre Dienerin ins Haus. Maro tritt hinzu und begrüßt seine Freunde. Damit ist die außergewöhnlich lange Exposition abgeschlossen: Die handlungsrelevanten Figuren sind eingeführt und die wesentliche Vorgeschichte wurde rekonstruiert.
Nun kommt es zum erregenden Moment: Maroje kann sich nicht länger beherrschen, stürzt mit gezücktem Degen aus dem Gasthof und will seinen Sohn entleiben. Dieser stellt sich, als würde er ihn nicht kennen und sei der Heranstürmende ein Wahnsinniger, und ruft die Wachen herbei, die den vergeblich protestierenden Vater augenblicklich verhaften. Maro eilt hinfort. Vlaho ist entsetzt über das Gesehene, prophezeit Maro eine böse Zukunft und macht sich mit Niko und Piero auf, dem Vater zu helfen.

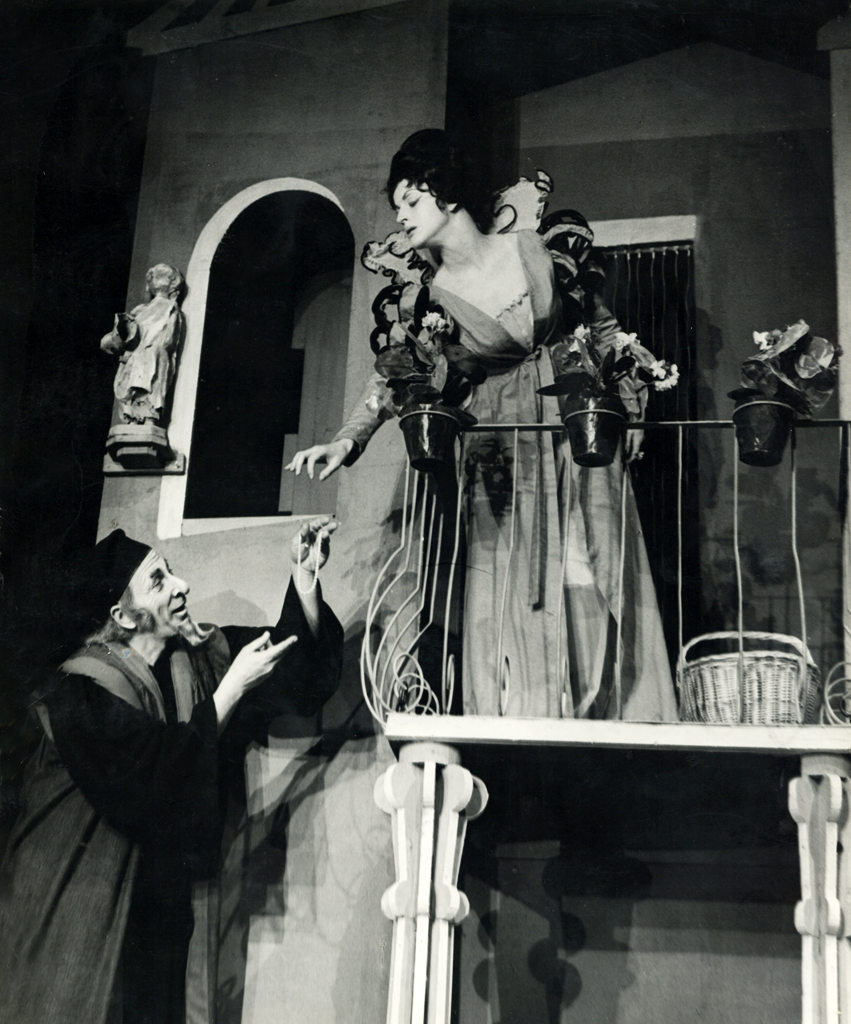
Inszenierung am Slowenischen Nationaltheater Maribor 1964, zweiter Akt, siebte Szene, links Jože Samec in der Rolle des Juden Sadi mit antisemitischer Zeichnung, auf dem Balkon Milena Muhič als Kurtisane Laura

Laura tritt auf den Balkon und überredet den Juden Sadi, ihr die Perlen im Wert von 150 Scudi bereits auszuhändigen, auch wenn Maro sich aus dem Staub gemacht und noch nicht bezahlt hat. Nach langem Hin und Her willigt er ein und kündet an, in einer Stunde wieder zurückzukommen, um das Geld zu holen.
Tripčeta tritt aus dem Gasthof, verflucht den Geizhals Maroje, der ihn auf dem Trockenen sitzen gelassen hat, und geht seiner Wege. Auch Bokčilo kommt heraus, verfolgt vom schimpfenden Wirt, der die Zeche haben will und schließlich die von Maroje zurückgelassenen Habseligkeiten als Bezahlung einbehält und den Diener zum Teufel jagt.
Unterdessen hat Pomet Maroje aus den Fängen der Polizei gerettet und sich mit ihm wider Maro verbündet. Schließlich, so sagt er, werde sein Herr freie Bahn haben, wenn der Vater Maro nur erst aus Rom entfernt habe. Pomet belauscht wütend, wie Popiva und Petruniella, um die auch er wirbt, anzüglich flirten. Als Bokčilo kommt, stiftet er ihn dazu an, Popiva anzulügen, Maros Vater sei mit den besten Absichten und reicher Fracht gekommen und wolle gerne seinen Sohn wiedersehen, er solle ihn nur ins Haus holen und auf ihn aufpassen, bis Maro komme. Bokčilo führt den Auftrag gewissenhaft aus und wird von Popiva freudig bewillkommnet und zu einem Trunk eingeladen. Pomet macht sich auf zu Maroje, um ihn für alles Weitere zu instruieren.
Der Akt schließt mit einem Monolog des verzweifelten Maro, dem das Geld ausgegangen ist und der seinen Vater, der sein Tod sei, verflucht. Mittellos, wie er nun dasteht, fürchtet er, Laura zu verlieren. Ihr sein Unglück zu gestehen, traut er sich aber nicht.

### Dritter Akt
Bokčilo und Popiva haben kräftig gebechert und machen sich taumelnd auf den Weg, um Maroje zu holen. Bokčilo hat dem nichtsahnenden Diener einen weiteren Bären aufgebunden: Maroje habe nebst der teuren Ware auch eine große Truhe voller Dukaten bei sich. Dživo wandelt über die Bühne und teilt seine Sorgen um sich und seine Cousine mit.
Dann kommt Sadi zurück und bittet Laura darum, ihm endlich sein Geld zu geben. Sie vertröstet ihn bräsig. Sadi beginnt bereits, sich über seine Leichtgläubigkeit zu ärgern, da naht Maro, der ihn mit dem Versprechen abwimmelt, das Geld sogleich im Haus zu holen. Er besitzt aber nur noch die 200 Dukaten, die er eigentlich für die Edelsteine schuldig ist. Laura begrüßt ihn freudig und erzählt ihm die angeblich frohe Botschaft, sein Diener bringe ihm bald seinen Vater herbei. Sadi drängt weiter und Maro zahlt ihn zähneknirschend aus, damit Laura nicht misstrauisch wird. Diese bittet ihn, ihr auch noch einen Halskettenanhänger für 200 Scudi zu kaufen. Er verspricht, sich sogleich darum zu kümmern, und sie zieht sich zufrieden zurück.
Popiva kommt und erzählt Maro, dass der Vater nahe. Er ist bass erstaunt, als sein Herr ihn beschimpft und die Wahrheit über seinen Vater offenbart, und schlussfolgert, dass sie dem schlauen Pomet auf den Leim gegangen sind. Popiva heckt nun seinerseits eine Intrige aus: Maro müsse Laura gestehen, sein ganzes Geld ausgegeben zu haben, sie aber mit der Aussicht auf noch weitaus mehr Reichtümer gewogen machen, die ihrer harren, wenn der Vater zufrieden gestellt wird. Da dieser Einsicht in seine Geschäftsführung verlangen werde, müsse Maro bei Sadi Stoffe im Wert von 3000 Dukaten bestellen, für die Laura, die mit ihren Liebesdiensten weitaus mehr Geld eingenommen habe, als er ahne, pro forma bürgen solle. Maro solle seine Prachtrobe ablegen, sich stattdessen ein einfaches härenes Gewand besorgen, seinem Vater in Demut gegenübertreten, die Stoffe zeigen und ihn wegen der verbleibenden 2000 Dukaten anlügen, er habe sie anderweitig investiert. Was den früheren Zwischenfall anbelange, solle er einfach behaupten, der Vater habe ihn mit einem ähnlich aussehenden Römer verwechselt. Vermache ihm der zufriedene Vater dann endlich sein Vermögen, könne man die Stoffe einfach wieder zurückgeben. Maro ist von diesem Plan begeistert und eilt zu Sadi, um alles in die Wege zu leiten. Popiva soll indessen die Edelsteine holen gehen, obwohl sie gar kein Geld mehr haben.
Petruniella tritt auf und erzählt, wie ihre Herrin seit der Nachricht von der Ankunft des reichen Vaters noch verschwenderischer geworden sei und Schulden häufe. Der immer noch erboste Tripčeta kommt und die beiden schäkern eine Weile. Ihre Zweisamkeit wird jäh vom volltrunkenen Ugo gestört, der in blinder Rage Laura eine Hure schimpft und Händel mit Tripčeta sucht. Laura kommt heraus und weist ihn zurecht, worauf er sich fluchend davonmacht. Popiva tritt zu ihr und überzeugt sie geschickt von der Notwendigkeit, dass sie die Bürgschaft über 3000 Dukaten übernimmt. Der Vater habe Maro längst vergeben, schließlich sei er auch einmal jung gewesen. Außerdem warnt er sie vor Pomet, der ihr, um seinen Herrn weiter im Spiel zu halten, sicherlich die Lüge auftischen werde, der Vater zürne und wolle Maro nach Dubrovnik zurückschicken. Mit dem winkenden Gewinn vor Augen und durch das Versprechen der bald eintreffenden Edelsteine zusätzlich gefügig gemacht, willigt Laura in alles ein. Maro kommt mit Sadi, dem er seine letzten 100 Dukaten als Anzahlung auf die Stoffe gegeben hat. Die vier verschwinden in Lauras Haus, um die Sache unter Dach und Fach zu bringen.
Pomet tritt auf, der soeben Maroje instruiert hat, wie er sich Zugang in Maros Haus verschaffen kann. Er will Laura warnen und bittet Petruniella, ihn vorzulassen. Die anderen erscheinen, verhöhnen ihn und schicken ihn fort. Die bereits vorbereitete Laura glaubt ihm kein Wort. Unter vier Augen bittet Maro Sadi, die Stoffe unbedingt in seinem Lager zu belassen und ihm den Schlüssel dazu bereits auszuhändigen. Der will aber zuerst die Zusicherung des Geldes von Lauras Bankier abwarten. Maro bestellt eine einfache Kleidung.
Erst jetzt tritt wieder einmal Pera, Maros sitzengelassene und als Mann verkleidete Verlobte, mit ihrer Amme, die zuvor noch nicht eingeführt wurde, auf. Sie beginnen ein Gespräch mit Petruniella, die freimütig erzählt, dass Maro 5000 Dukaten für ihre Herrin ausgegeben hat, und Pera (die sie ja für einen Mann hält) Lauras Dienste anträgt. Als sie damit prahlt, dass Maro Laura zu heiraten gedenke, platzt der Amme der Kragen und sie eröffnet, dass Maro bereits versprochen sei. Petruniella erschrickt sehr über diese Neuigkeit und verabschiedet sich hastig. Dživo kommt und hört zornig von Maros angeblichen Heiratsplänen. Er will unbedingt Maroje finden und mahnt zum Aufbruch.
Der Bankier Gianpaulo gelangt an Laura, um sich zu versichern, dass sie tatsächlich mit 3000 Dukaten für Maro bürgen und ihm die Stoffe zur freien Verfügung stellen will, was sie bejaht.
Der Akt schließt mit einem Monolog des siegessicheren Popiva, der sein eigenes Genie lobpreist. Nur dass Laura nun darauf spekuliert, Maro zu ehelichen, missfällt ihm.

### Vierter Akt
Maroje schäumt immer noch vor Wut wegen der Demütigung, die ihm sein Sohn beigebracht hat. Er weiß, dass Maro die ganzen 5000 Dukaten ausgegeben hat, will sich aber vorerst geschickt verstellen. Bokčilo trottet keuchend und schimpfend hinterher und bricht beinahe unter der Last der billigen Ware, mit der sie Maro hintergehen wollen, zusammen. Schließlich wirft er sie Maroje vor die Füße und droht, seinen Dienst als Diener zu quittieren, wenn er nicht endlich einen Wein spendiert bekommt. Da kommt Maro in seinem neuen, einfachen Gewand mit seinem Diener Popiva. Bokčilo kann die Ware gerade noch mit seinem Mantel bedecken, Maroje versteckt sich im Wirtshaus und belauscht das folgende Gespräch. Popiva ermahnt Maro noch einmal, so zu tun, als würde er den Vater zum ersten Mal sehen. Außerdem solle er sich später mit den teuren Stoffen davonmachen und die Kurtisane auf den Schulden sitzen lassen. Maroje weiß somit genug von der gegen ihn gesponnenen Intrige (auch von den Stoffen) und tritt hervor. Das folgende Gespräch ist der Höhepunkt des Stücks. Vater und Sohn wollen sich beide gegenseitig betrügen und heucheln Freude über das Wiedersehen. Maroje gibt sich anscheinend mit den Ausflüchten des Sohnes zufrieden. Dann erzählt er, er führe viel Gold mit sich, für das er einen sicheren Aufbewahrungsort suche, und fragt den Sohn listig, ob er nicht ein Warenlager habe. Der bejaht und berichtet stolz von den Stoffen. Die Gruppe geht in falscher Einigkeit ab.
Pomet wurde unterdessen vom liebestollen Ugo entlassen und schwört Rache an Maro und Popiva. Er trifft auf den Kroaten Gulisav, der ihm erzählt, er suche im Auftrag von Ondardo dem Deutschen (Ondardo Tudešak), einem reichen Adligen aus Augsburg, dessen verschollene Tochter Mandalijena. Sein Herr habe sie vor vielen Jahren mit einer venezianischen Edelfrau gezeugt, vor acht Jahren sei sie mit einem Nachbarn durchgebrannt und trotz seiner Nachforschungen nicht mehr aufgetaucht. Nun, da alle seine Verwandten gestorben seien, suche er sie erneut, um ihr sein ungeheures Vermögen vermachen zu können, und habe 100 Scudi für denjenigen ausgelobt, der sie finde. Man erkenne sie an einem Muttermal unter ihrem linken Busen und einem weiteren Mal am Arm.
Pomet ahnt sofort, dass es sich bei der gesuchten Mandalijena um Mande, wie Laura eigentlich heißt, handeln könnte, ist sich aber noch unsicher, ob Gulisav nicht einfach fantasiert. Er trifft Petruniella, die ihm berichtet, Maroje habe seinem Sohn den Schlüssel zum Warenlager abgeluchst und insgeheim alle Stoffe abtransportieren lassen. Sadi lasse sich nun die von Laura verbürgten 3000 Dukaten ausbezahlen, womit sie ruiniert sei. Pomet, der sie ja von allem Anfang an gewarnt hat, interessiert sich mehr für Lauras Vergangenheit. Petruniella bestätigt, dass Laura ursprünglich Mandalijena heiße und einen deutschen Vater habe. Weil der gedroht habe, sie umzubringen, wenn er sie finden sollte, habe sie ihren Namen damals geändert. Seiner Sache nun sicher und überglücklich beauftragt Pomet Petruniella, ihrer Herrin auszurichten, dass Ugo sie nach wie vor heiraten möchte. Petruniella bekräftigt, dass diese den Antrag in ihrer ausweglosen Situation gewiss annehmen werde. Sie will rasch Seife kaufen gehen und dann stracks mit den guten Neuigkeiten zu Laura eilen.
Maroje, seines gelungenen Streiches zufrieden, trifft auf seinen Sohn, der ihn einen kurvić "Hurensohn" schimpft und die Umstehenden dazu aufruft, den Dieb zu ergreifen. Maroje gibt nun seinerseits vor, den Sohn nicht zu kennen, und stellt ihn als Wahnsinnigen dar. Bokčilo ist nicht recht froh darüber.
Pomet trifft den Postboten Mazija, der ihm zwei Briefe zur weiteren Beförderung aushändigt: Der eine ist für Maro, der andere für Dživo, den Cousin von Maros Verlobten. Pomet will die Briefe später heimlich lesen, zuvor aber zu Gulisav, um Laura als die Gesuchte anzugeben und den Finderlohn einzustreichen.
Drei Kaufleute, die ihren Freund Maroje suchen, treten auf: Pavo aus Novo Brdo, sein Sohn Grubiša und Camillo (Kamilo), ein Italiener, der seit Langem in Dubrovnik lebt und deswegen leidlich, wenn auch fehlerhaft Kroatisch spricht. Petruniella eilt herbei, will sich aber nicht lange mit Camillo, der sie sofort erkennt, aufhalten. Die Herren entfernen sich und Petruniella kann Laura endlich das ganze Unglück berichten, dass Maro bereits verlobt ist und Maroje die Stoffe entwendet hat. Sie geht mit der empörten Laura ins Haus.
Maro kommt niedergeschlagen daher. Er steckt immer noch in den einfachen Kleidern, ist völlig abgebrannt und kann nicht einmal mehr in sein Haus, weil sein Vater die Schlüssel hat. Seine einzige Hoffnung ist, dass Popiva die Edelsteine noch nicht zu Laura gebracht hat, und er geht ihn suchen. Popiva, der noch nicht im Bilde ist, kommt mit den Edelsteinen herbei. Angesichts der prekären Lage seines Herrn scheint es ihm zwar nicht ratsam, sie auszuhändigen, aber er will pflichtbewusst den Befehl ausführen. Laura und Petruniella beschimpfen ihn zunächst, als sie aber der Steine gewahr werden, schmeicheln sie ihm, nehmen das Geschenk entgegen und verschwinden wieder. Maro kommt und muss entsetzt erfahren, dass auch die Edelsteine weg sind. Als er Popiva alles erzählt hat, sieht dieser keinen anderen Ausweg, als sich ein letztes Mal zu Laura zu begeben, ihr so viele Schmuckstücke wie möglich zu stehlen, bei Sadi die teuren Kleider zurückzuverlangen und dann zu fliehen.

### Fünfter Akt
Pomet hat mit Gulisav gesprochen und sich mit dem Finderlohn in Samt gekleidet und eine Goldkette angeschafft. Er will nun Laura einweihen und Ugo berichten, dass Laura bald ein Vermögen erbe, und so die Hochzeit zwischen den beiden besiegeln. Maro und Popiva kreuzen seinen Weg und wollen ihn am liebsten auf der Stelle ermorden. Da kommt der Seidenhändler Alessandro (Lessandro) dazwischen, der 100 Scudi bei Maro eintreiben will. Maro versucht sich zunächst herauszureden und verspricht dann, das Geld sogleich zu bringen. Alessandro droht, ihn andernfalls verhaften zu lassen, und geht ab. Pomet begibt sich in Lauras Haus. Maro und Popiva wollen nun ihren finstern Plan in die Tat umsetzen und klopfen schmeichelnd ebenfalls an, werden von Laura und Petroniella aber vom Balkon herab verhöhnt und mit der Wahrheit konfrontiert. Laura verlangt von Maro ihre 3000 Dukaten zurück, sonst werde sie alles publik machen und ihn vernichten. Als auch noch Pomet heraustritt und spottet, versucht Maro in rasender Verzweiflung, die Tür einzubrechen, und zückt seine Waffe. Seine Freunde Niko, Piero und Vlaho treten dazwischen und eilen dem Fliehenden nach.
In der fünften Szene bahnt sich ein Kampf zwischen dem Schiffsmann Dživulin, der im ersten Akt kurz aufgetreten ist, und dem kurzsichtigen Tripčeta an. Dann bricht die Überlieferung abrupt ab.

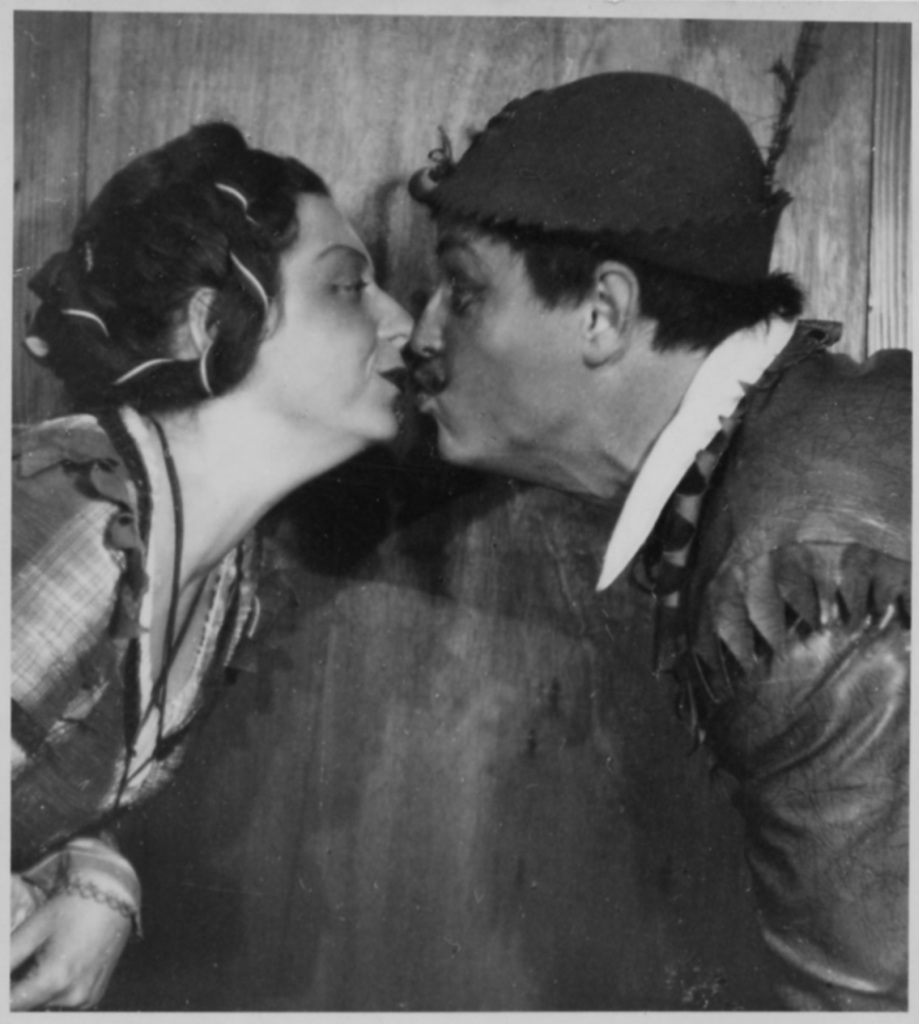
Petruniella (Vida Juvan) und Pomet (Bojan Stupica) in einer slowenischen Inszenierung 1941

Auch wenn das Dénouement vollständig fehlt, ist klar, dass das Stück ein Happy End hatte. Das gebietet allein schon die Gattung der Komödie, außerdem wird im Prolog explizit angekündigt, dass es "in Fröhlichkeit enden" wird (svršit u veselje). Die wesentlichen Motive dazu werden im Vorangegangenen genügsam angedeutet: Maro wird sich mit seinem Vater und seiner Verlobten versöhnen und auf Dživulins Schiff zusammen mit den anderen zurück nach Dubrovnik begeben. Ugo wird Laura, Pomet wird Petruniella heiraten.

## Sprache
Die Komödie ist größtenteils in Prosa geschrieben, in den Szenen, wo Petruniella mit Pomet und Popiva schäkert, finden sich auch Stellen in gereimten Versen.
Da die südslawischen Sprachen damals noch nicht standardisiert waren, schrieb Držić im štokavischen Dialekt seiner Heimatstadt Dubrovnik. Dieses slawische „Dalmatisch“ war stark vom romanischen Dalmatischen und über Handelsbeziehungen vom Italienischen und Venetischen beeinflusst, dies sowohl in der Lautung als auch im Wortschatz mit vielen Lehnwörtern. Die Schreibung des 16. Jahrhunderts orientierte sich am Italienischen. Muttersprachler haben heute in der Regel große Mühe, das Stück im Original zu lesen. Moderne Editionen übertragen es deshalb in die im 19. Jahrhundert etablierte phonematische Orthographie und enthalten stets ein ausführliches Glossar am Schluss und viele erläuternde Anmerkungen.
Da die Bevölkerung Dubrovniks bilingual war, konnte Držić problemlos Passagen auf Italienisch einflechten. Die slawischen Figuren, die die Mehrheit ausmachen, sprechen untereinander grundsätzlich Serbokroatisch. Jene, die sich schon länger in Rom aufhalten (z. B. Laura, Petruniella, Maro), fallen bisweilen aber ins Italienische. Im vierten Akt berichtet Petruniella ihrer Herrin Laura etwa die schlechten Nachrichten auf Italienisch und wird von dieser ermahnt, serbokroatisch zu sprechen: Sjetna, što je? Naški mi govori! („Du bist so schwermütig, was ist los? Sprich mit mir in unserer [Sprache]!“) Mit den Römern (dem Juden Sadi, dem Bankier, dem Seidenhändler, den Wirten und den Polizisten) sprechen sie italienisch, fallen dabei beim Fluchen und Schimpfen aber wiederum in die slawische Muttersprache. Das Italienische ist in seiner Qualität je nach Figur unterschiedlich.
Interessant, aber größtenteils falsch ist die stereotype Imitation von schlechtem Italienisch eines deutschen Muttersprachlers bei Ugo. Dieser spricht ausschließlich in Infinitiven und verhärtet stimmhafte Konsonanten (z. B. tio statt dio „Gott“, patrona statt padrona „Herrin“), außerdem spricht er konsequent v wie f aus (z. B. foler statt voler „wollen“). Bartoli betont, dass ihm dieses Phänomen außer bei Eigennamen wie Venezia (unter dem Einfluss von Venedig als "Fenezia" ausgesprochen) noch nie untergekommen sei. Auch fer statt per „für“ sei „erdichtet“.
Ganz in der Tradition der plautinischen Komödie mischte Držić Hochsprache mit Vulgärsprache. Im Serbokroatischen kommen wiederholt fäkalsprachliche Wörter wie usrati „scheißen“ oder das altertümliche umižati „pissen“ vor. Auch vom bis heute weitverbreiteten kurva „Nutte“ bzw. dem davon abgeleiteten Adjektiv kurvin „Huren-“ machte er regen Gebrauch. Im Italienischen stehen dem Ausdrücke wie puttana „Nutte“ oder becco futuo „verfickter Ziegenbock“ gegenüber.
Als humanistisch Gebildeter streute Držić ferner (zumeist mit ironischem Unterton) zahlreiche lateinische Sentenzen ein.

## Geschichte

### Der Vorgänger „Pomet“
Dundo Maroje ist eigentlich die Fortsetzung der Komödie Pomet desselben Autors, die 1548 – vermutlich noch vor dem Schäferspiel in Versen Tirena – uraufgeführt wurde, heute aber verschollen ist. Mit Sicherheit kamen der schlaue Diener Pomet und Onkel Maroje darin bereits vor. Auch Pavo aus Novo Brdo und dessen Sohn Grubiša erschienen nachweislich darin, womit sich ihr dramaturgisch schwer erklärbares Auftreten am Ende des vierten Akts in Dundo Maroje besser nachvollziehen lässt. Vermutlich war ein Großteil der Figuren in Dundo Maroje bereits aus Pomet bekannt.
Der Inhalt von Pomet lässt sich durch Anspielungen in Dundo Maroje, insbesondere in den beiden Prologen, in groben Zügen rekonstruieren: Auch diesem Stück war ein Prolog vorgelagert, der von „Langnase“ (Dugi Nos) vorgetragen wurde. Die Handlung spielte in Dubrovnik. Pomet war damals noch Maros Diener und half ihm dabei, seinem Vater Maroje Geld zu stehlen. Maro gab es am Schluss zurück, schloss den bekannten Erbvertrag mit seinem Vater und verlobte sich mit Pera.
Pomet war Držićs erstes Drama in Prosa und die erste Commedia erudita der dalmatischen Renaissance.

### Niederschrift und Uraufführung
Držić begab sich 1550 anlässlich des Heiligen Jahrs vielleicht selbst von Dubrovnik, wo er seit 1547 seinen festen Wohnsitz hatte, auf Wallfahrt nach Rom. Die überlieferte Überschrift des Dramas Laus deo 1550 („Lob sei Gott 1550“) deutet darauf hin, dass er Dundo Maroje in diesem Jahr geschrieben hat. Das Stück wurde am Karneval, vermutlich am 8. Februar 1551, im Ratssaal im Dubrovniker Rektorenpalast von Držićs „Pomet-Truppe“ uraufgeführt.

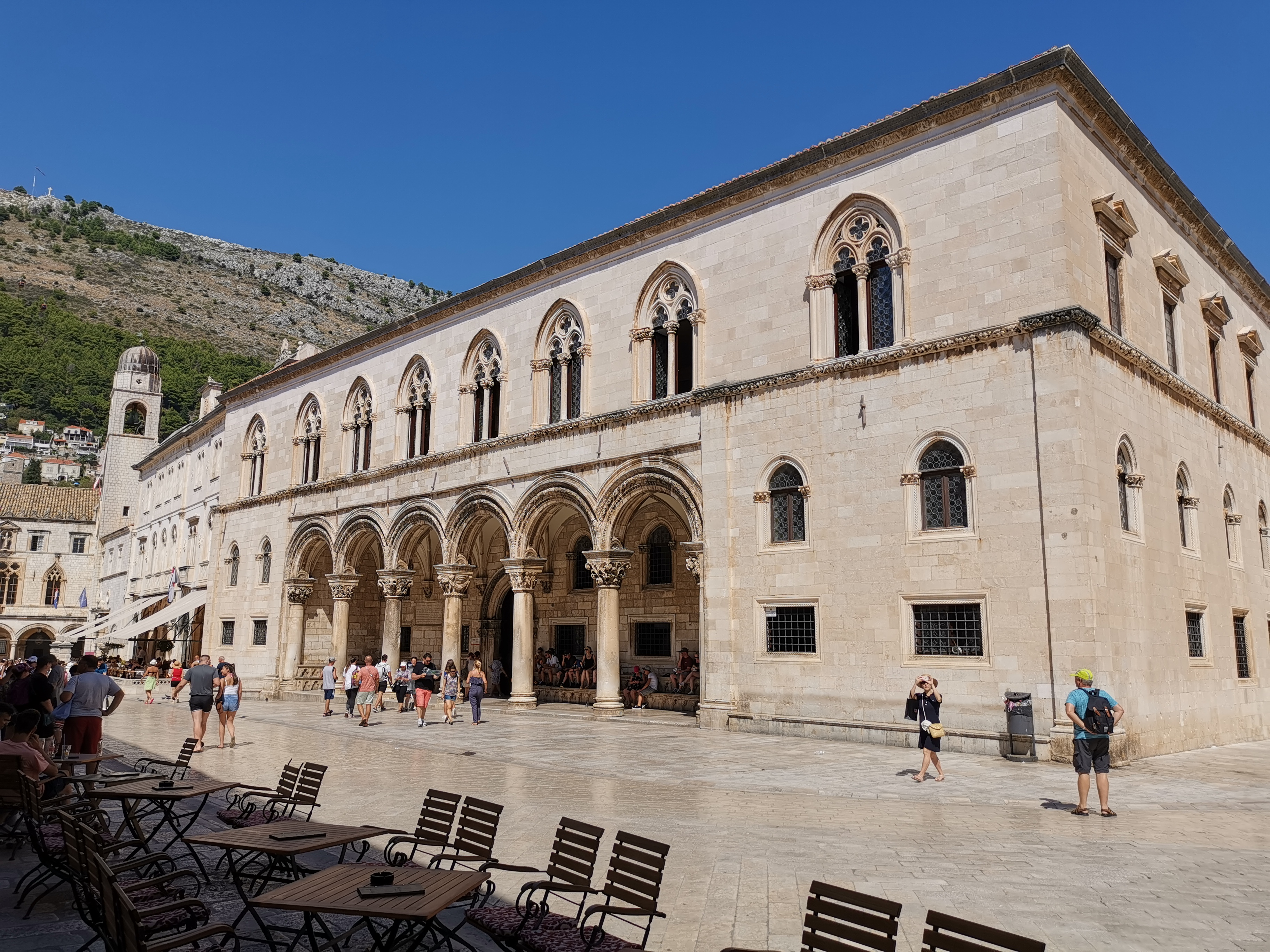
Der Rektorenpalast in Dubrovnik, Ort der Uraufführung von Dundo Maroje

### Wiederentdeckung im 19. Jahrhundert
Dundo Maroje wurde bis 1938 kein weiteres Mal aufgeführt und bis ins 19. Jahrhundert nie gedruckt. Držićs Originalmanuskript ist nicht erhalten. Das Stück ist lediglich in einer Handschrift aus der zweiten Hälfte des 16. Jahrhunderts überliefert, deren erster nachweislicher Besitzer der Dichter Đuro Matijašević (1670–1728) war und die heute nach ihrem späteren Besitzer „Rešetar-Handschrift“ (Rešetarov rukopis) genannt wird. Die Handschrift enthielt ursprünglich alle Prosa-Dramen Držićs. Wann das Ende von Dundo Maroje verloren gegangen ist, ist unklar.
Zum ersten Mal wurde Dundo Maroje 1866 vom Gymnasiallehrer Josip Bunić (1837–1875) in der Zeitschrift Dubrovnik gedruckt. 1875 folgte eine Ausgabe des Philologen Franjo Petračić (1833–1922) in der Reihe „Altkroatische Schriftsteller“ (Stari pisci hrvatski) der Kroatischen Akademie der Wissenschaften und Künste. Eine historisch-kritische Ausgabe lieferte Milan Rešetar (1860–1942) im Jahre 1930.

### Die Neufassung von Fotez

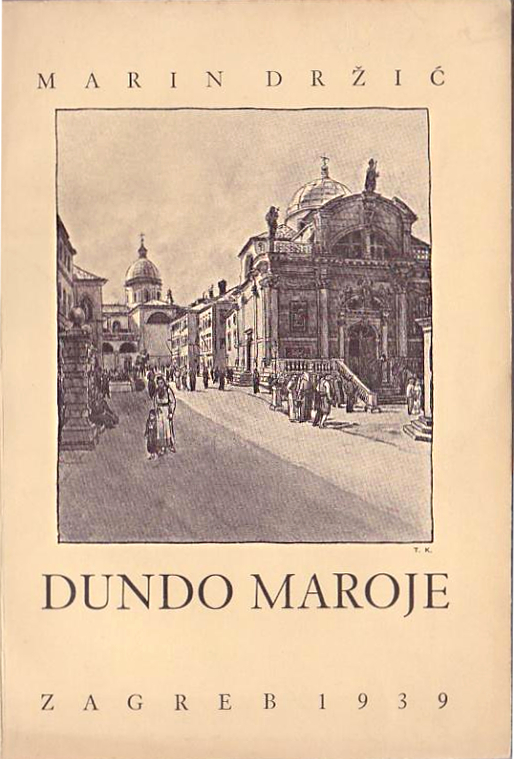
Erstausgabe der Neufassung von Marko Fotez 1939, auf dem Titelbild ist im Vordergrund die St.-Blasius-Kirche, im Hintergrund die Kathedrale von Dubrovnik zu sehen

Die Wiederentdeckung von Dundo Maroje wurde von der literarischen Welt weit über den Balkan hinaus enthusiastisch als Sensation begrüßt. Dass die Komödie vorerst ein Lesedrama blieb und nicht aufgeführt wurde, lag am fehlenden Schluss, der langen Spielzeit von gut 4 Stunden, der Komplexität der Handlung mit den verwirrend vielen Figuren, der für ein modernes Publikum problematischen Zweisprachigkeit und den vielen Anspielungen auf die Verhältnisse im 16. Jahrhundert, die ohne Anmerkungen nicht mehr verständlich waren.
Erst der Regisseur Marko Fotez (1915–1976) löste diese Probleme, indem er eine selbst geschriebene Neufassung vorlegte, die er 1938 im Kroatischen Nationaltheater in Zagreb inszenierte (notabene erst die zweite Aufführung überhaupt) und 1939 in Buchform veröffentlichte. Fotez kürzte die Komödie auf drei Akte und ergänzte sie mit einem eigenen Schluss, in dem er Ondardo den Deutschen als deus ex machina auftreten ließ. Bis heute wird das Stück fast ausschließlich in dieser Form aufgeführt und auch gelesen. Fotez’ Fassung wird jährlich an den Sommerspielen Dubrovnik gegeben.

## Literarische Vorlagen und Einordnung
Spätestens durch seinen Studienaufenthalt in Italien 1538–1542 war Držić bestens mit der lateinischen und italienischen Literatur vertraut. Auf den starken Einfluss letzterer verweisen schon die zahlreichen direkten und indirekten Anspielungen auf Francesco Petrarca (1304–1374) und Niccolò Machiavellis Der Fürst (1513) in Dundo Maroje.
Das Stück steht in der Tradition der italienischen Commedia erudita („gelehrte Komödie“), in der die Komödien von Plautus und Terenz nachgeahmt wurden. Anders als in der Komödie Skup („Der Geizige“) von 1555, wo Držić (wie 1668 Molière in L’Avare) Plautus’ Aulularia imitierte, ist für Dundo Maroje aber keine direkte Vorlage ersichtlich. Trotzdem haben Literaturwissenschaftler und -wissenschaftlerinnen verschiedentlich versucht, eine solche zu bestimmen.
Bereits im 19. Jahrhundert wurden Parallelen zur Komödie La Cortigiana (1525/1534) von Pietro Aretino konstatiert. Im Wesentlichen handelt es sich bei diesem Stück aber um eine Parodie auf die damaligen Zustände bei Hofe, die Liebesgeschichte zwischen dem Adligen Maco aus Siena, der zum ersten Mal nach Rom kommt, und der Kurtisane Camilla ist nicht sonderlich zentral und weist nur wenige Ähnlichkeiten mit derjenigen von Maro und Laura/Mande auf.
Sehr viel deutlicher sind die Parallelen zur zehnten Novelle des achten Tags in Giovanni Boccaccios Decamerone (1349–1353): „Eine Sizilianerin nimmt einem Kaufmann alles, was er nach Palermo gebracht hat, mit meisterhafter Geschicklichkeit ab; dieser stellt sich darauf, als sei er noch mit viel größeren Warenvorräten als zuvor nach Palermo zurückgekehrt, nimmt ihr das Geld durch Borg wieder ab und läßt ihr nichts als Wasser und Werg.“ Nikica Kolumbić bezeichnete diese Novelle als das „Gerüst der Erzählhandlung“ von Dundo Maroje.
In den 1950er Jahren wurde von italienischer Seite behauptet, das Stück sei lediglich ein Plagiat italienischer Vorlagen. Ante Kadić wies diesen Vorwurf – zusammen mit jugoslawischen Interpretationen, die aus Držić einen Kommunisten machten – als lächerlich zurück. Auch wenn es für italienische Gelehrte schwierig sei, sich vorzustellen, dass nicht jedes kroatische Renaissance-Werk direkt auf eine italienische Quelle zurückgehe, verrate Dundo Maroje trotz seiner komplexen Handlung keine solche. Selbstverständlich sei Držić von der italienischen Literatur entscheidend beeinflusst, er habe aber ein eigenständiges Werk mit ganz eigenem Dubrovniker Kolorit geschaffen.
Wilhelm Creizenach verglich Pomet und Petruniella mit den Figuren Harlekin und Colombina aus der Commedia dell’arte und vermutete einen besonderen Einfluss der venezianischen Komödie.
Hansres Jacobi betonte, wie beeindruckend Držićs Leistung eingedenk der Tatsache sei, dass es ihm lange vor Lope de Vega, Shakespeare, Molière und Carlo Goldoni, zu dessen Komödie sich die seine „wie ein kunstvoller Holzschnitt zu einem Kupferstich“ verhalte, gelungen sei, den Typen der spätmittelalterlichen Komödie „unverwechselbar individuelle Züge“ zu verleihen und die Intrigenkomödie zur Charakterkomödie zu erweitern, was ihn zum „Höhepunkt des südslawischen Renaissancetheaters“ mache. Heinz Kindermann nannte Držićs Komödien „ein Mittelding zwischen Shakespeares Komödiensarkasmus und Molières Charakterkomik, lange vor beiden“.

## Die Darstellung des Juden Sadi
Der jüdische Wucherer gehörte bis ins 20. Jahrhundert zum festen Repertoire im Figurenkanon europäischer Komödien. Mit einer häufig stereotypen, karikaturhaften, besonders abstoßenden Zeichnung beförderte man so antijudaistische bzw. antisemitische Vorurteile. Auch wenn Držićs Jude Sadi in modernen Inszenierungen bisweilen klar antisemitisch gezeichnet wird (vgl. obige Fotografie der slowenischen Inszenierung von 1964 mit einem stereotyp verschlagenen „Geldjuden“ mit langer Nase), ist er im Original eigentlich eine der wenigen integren Figuren, den die bösartigen Hauptfiguren ständig betrügen wollen und beschimpfen, obwohl er lediglich verlangt, was ihm zusteht. Als ihm Laura im zweiten Akt sagt, sie kenne den Geiz seines Volkes, bleibt er besonnen und antwortet lediglich: Siamo quel che vol la signoria vostra. („Wir sind das, was Euer Gnaden wollen.“) Außerdem geißelt er die Prunksucht der anderen. Krenus sieht diese im historischen Kontext überraschend liberale Haltung Držićs im Umstand begründet, dass die Republik Ragusa in Bezug auf die Juden der toleranteste Staat weltweit gewesen sei.
Sadi wurde oft mit dem später entstandenen Juden Shylock in Shakespeares Der Kaufmann von Venedig (1596–1598) verglichen.

## Übersetzungen und Inszenierungen im deutschsprachigen Raum

### Theater
Dundo Maroje wurde zweimal für die deutsche Bühne aufbereitet. Diese Übersetzungen wurden als Bühnenmanuskripte veröffentlicht, gelangten also nicht in den öffentlichen Handel, und sind sehr frei.
Kurz nach ihrem Erscheinen übersetzte Fred Alten Fotez’ Neufassung ins Deutsche und veröffentlichte das Manuskript 1942 unter dem Titel Die verlorenen Dukaten. Alten war seit 1935 Dramaturg am Schauspielhaus Bremen, in den Wirren des Zweiten Weltkriegs gelangte das Stück aber weder hier noch am Staatstheater Danzig, wo er 1943/1944 tätig war, zur Aufführung. Als er 1955 Chefdramaturg am Stadttheater Basel wurde, legte er seine Übersetzung unter dem Titel Vater Marojes Dukaten neu auf.
Am 15. April 1963 kam es im österreichischen Bregenz, im Theater am Kornmarkt des Vorarlberger Landestheaters, zur deutschsprachigen Erstaufführung unter dem schmissigen, „nicht recht geglückten Titel“ Auf Abenteuer in Rom. Die Regie übernahm Federico Wolf-Ferrari, der Sohn des Komponisten Ermanno Wolf-Ferrari. Der Wiener Rudolf Perak komponierte „stimmungs- und stilvolle Musik“ dazu. Das Theatermagazin Die Bühne zeigte sich begeistert von der „Entdeckungstat“, kritisierte aber die „Regiebremsen“ des „Zeitlupen-Regisseur[s]“ Wolf-Ferrari und das öde Bühnenbild. Unter den Schauspielern hätten sich insbesondere der 24-jährige Hans Brenner in der Rolle des Pomet und Richard Riess als Sadi hervorgetan. Das Publikum habe sich „hörbar und köstlich“ amüsiert.
Zwei Jahre darauf gelang es Alten, seine Übersetzung auch in seinem Haustheater zur Aufführung zu bringen. Am 8. April 1965 kam es so unter dem ursprünglich von Alten vorgesehenen Titel Vater Marojes Dukaten zur Schweizer Erstaufführung am Stadttheater Basel. Für die Regie wurde eigens Bojan Stupica (1910–1970) aus Belgrad eingeflogen, dessen Inszenierung von Dundo Maroje dort bereits über 400 Mal gegeben worden war. Auch in der Schweiz war die Presse einhellig angetan vom Stück an sich, die Aufführung war aber ein Fiasko. Von den Schauspielern vermochte einzig Morgens von Gadow als Popiva halbwegs zu überzeugen, der Rest des Ensembles (u. a. Ann Höling als Petruniella) war in seinem „von den dalmatinischen Schauspielern stark abweichenden Temperament“ mit dem Stück überfordert. Die Neue Zürcher Zeitung urteilte:

„Die gewaltsam aufrechterhaltene Turbulenz begann sehr bald eintönig und bemühend zu wirken, um so mehr als in der Schauspielerführung Präzision durch übertriebene Lautstärke, Nuancen durch Outrierung ersetzt wurden.“

Einen eigentlichen Verriss lieferte Der Bund:

„Leider geriet alles, trotz regielichem Peitschenknallen, schwerblütig, keuchend, schwitzend und aufgesetzt, sehr daneben, eher stillos, und niemand amüsierte sich wirklich, kaum jemand lachte.“

Am 18. Februar 1967 wurde Altens Übersetzung auch noch in der Bundesrepublik Deutschland, am Stadttheater Saarbrücken, aufgeführt. Das Stück wurde diesmal unter dem serbokroatischen Originaltitel gegeben. Die Regie übernahm der Kroate Hrvoje Ježić (* 1934), der seit 1959 am Schauspielhaus und an der Theaterballettschule in Zürich tätig war.
1969 fertigte Werner Creutziger eine deutsche Fassung für die DDR an. Seine Bearbeitung mit dem Titel Vater Marojes Geld basierte auf Držićs Original, nicht wie bei Alten auf Fotez’ Neufassung, und wurde am 24. Oktober 1970 an den Landesbühnen Sachsen in Radebeul aufgeführt.

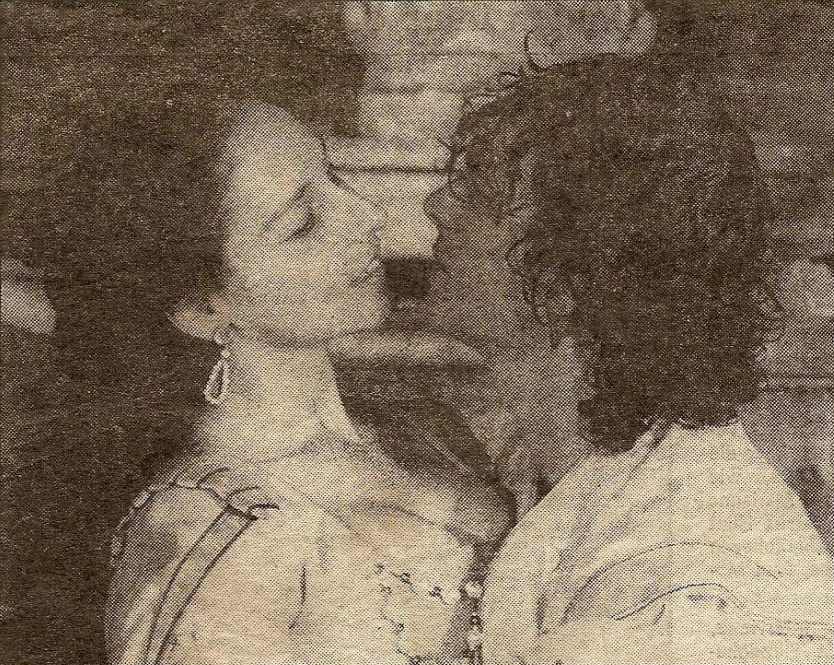
Deutsche Inszenierung an den Schloss-Spielen Kobersdorf 1982, links Angelica Schütz als Kurtisane Laura, rechts Clemens Eich als Maro

Ein bislang letzter Versuch, Dundo Maroje auf den deutschsprachigen Bühnen zu etablieren, wurde 1982 mit großem Aufwand unternommen. Zwischen dem 26. Juni und dem 25. Juli 1982 wurde Fred Altens Übertragung Vater Marojes Dukaten jeden Samstag und Sonntag an den Schloss-Spielen Kobersdorf im österreichischen Burgenland gegeben. Die Regie führte Fritz Zecha. Zu sehen waren Rudolf Buczolich als Pomet, Johannes Schauer als Onkel Maroje, Clemens Eich als Maro, Angelica Schütz („anstelle der frisch an der Nase operierten Isabel Weicken“) als Laura, Gabriele Schuchter als Petruniella, Friedrich Schwardtmann als Ugo der Deutsche, Alexander Grill als Bokčilo, Heinz Zuber als Popiva, Erich Aberle als Ondardo von Augsburg, Bernd Hall als Niko, Peter Steiner als Wirt und Marianne Gerzner als Amme der Pera.

### Hörspiele
1961 fertigte das ORF-Landesstudio Oberösterreich eine erste deutschsprachige Hörspielfassung nach der Übersetzung von Fred Alten unter dem Titel Onkel Marojes Dukaten an. Die Erstsendung fand am 3. Februar 1961 mit einer Abspieldauer von 64:05 Minuten statt. Unter der Regie von Hans Krendlesberger sprachen Otto David, Rudi Joksch, Walter Richard Langer, Franco Steinberg, Eva Manhardt, Herbert Kucera, Gretl Fröhlich, Otto Burger, Greta Putz, Ludwig Schwartz und Eva Sandor.
Der Dramaturg Ulrich Kunzmann (* 1943) schrieb Creutzigers Fassung zu einem weiteren Hörspiel um, Wolfgang Schoor komponierte die Musik dazu. 1973 nahm der Rundfunk der DDR das Spiel unter der Regie von Peter Groeger auf und sendete es am 1. Juni 1974 zum ersten Mal. Die Rollen waren hervorragend besetzt: Gerd Ehlers sprach Onkel Maroje, Heinz Behrens den Maro, Helmut Müller-Lankow den Bokčilo, Edwin Marian den Pomet, Jürgen Kluckert den Popiva, Carmen-Maja Antoni die Pera, Antje Ruge die "Tante" der Pera, Jessy Rameik die Laura, Helga Piur die Petruniella, Wilhelm Gröhl den "Jakob", Werner Ehrlicher den Ugo, Werner Kamenik den ersten Polizeibüttel und Harry Küster den zweiten Polizeibüttel.
Eine dritte Funkfassung wurde 1984 unter dem Titel Onkel Marojes Dukaten vom ORF-Landesstudio Niederösterreich produziert. Die Erstsendung mit einer Abspieldauer von 64:00 Minuten erfolgte am 10. März 1984. Das Personal entsprach im Wesentlichen der Besetzung der Theateraufführung an den Schloss-Spielen Kobersdorf 1982. Die Regie führte Fritz Zecha. Es sprachen Marianne Gerzner, Brigitte Quadlbauer, Gabriele Schuchter, Angelica Schütz, Erich Aberle, Jaromír Borek, Rudolf Buczolich, Horst Eder, Clemens Eich, Nicola Filipelli, Alexander Grill, Reinhard Hauser, Walter Langer, Friedrich Schwardtmann, Siegfried Walther und Heinz Zuber.

## Deutsche Übersetzungen aus Jugoslawien
Unter dem zunehmend autokratisch regierenden Josip Broz Tito (1892–1980) investierte der jugoslawische Staat viel in die Pflege seines Images im Ausland. Um die „jugoslawische“ Kultur besser zugänglich zu machen, veranlasste er auch zwei deutsche Übersetzungen des Klassikers Dundo Maroje.
Noch vor der deutschsprachigen Erstaufführung veröffentlichte die „Kommission für die kulturellen Beziehungen mit dem Ausland“ (Komisija za kulturne veze s inozemstvom) 1957 in Belgrad eine deutsche „autorisierte Übertragung“ von Božena Begović mit dem Titel Vater Marojes Dukaten. Komödie in drei Akten. Grundlage war Fotez’ Neufassung. Die Übersetzerin war als Tochter des Schriftstellers und Dramaturgen Milan Begović in Hamburg und Wien aufgewachsen und schrieb ein ausgezeichnetes Deutsch.
1974 reichte die „Gesellschaft kroatischer Schriftsteller“ (Društvo književnika Hrvatske) in Zagreb eine deutsche Übersetzung von Držićs Original mit dem Titel Dundo Maroje. Komödie in fünf Aufzügen nach. Verantwortlich dafür zeichnete Mira Sertić unter Mitarbeit von Milan Ratković und Ursula Kayser.

## Ausgaben

### Serbokroatische Ausgaben
- Laus Deo 1550. Komedia počinje od Dunda Maroja prikazana u viećnici od kompanjie Pomet Družina [Dundo Maroje. Komedija Maroja Držića]. In: Dubrovnik. Zabavnik narodne štionice Dubrovačke za godinu 1867. Dio IV. Split 1866, S. 411–522. Google Books.
- Marin Držić, Marko Fotez (Hrsg.): Dundo Maroje. Komedija u tri čina. Naklada slavenske knjižnice, Zagreb 1939. 67 S.
- Marin Držić, Slobodan Prosperov Novak (Hrsg.): Dundo Maroje. In: Izabrana Djela II. Matica Hrvatska, Zagreb 2015, S. 9–136.

### Deutsche Übersetzungen

#### Bühnenmanuskripte in Maschinenschrift
- Fred Alten (Üs.): Die verlorenen Dukaten. Komödie in drei Akten. Ralf Steyer, Leipzig 1942. 78 S.
  - Vater Marojes Dukaten. Bühnen- und Musikverlag Hans Pero, Wien 1955.
  - Vater Marojes Dukaten. Bühnen- und Musikverlag Hans Pero, Wien 1982. 53 S. (Weiterbearbeitung von Fritz Zecha)
- Božena Begović (Üs.): Vater Marojes Dukaten. Komödie in drei Akten. Komisija za kulturne veze s inozemstvom, Belgrad 1957. 70 S.
- Werner Creutziger (Üs.): Vater Marojes Geld. Komödie. Henschelverlag, Abteilung Bühnenvertrieb, Ost-Berlin 1969. 108 S.

#### Buchausgabe
- Mira Sertić (Üs.): Dundo Maroje. Komödie in fünf Aufzügen. Društvo književnika Hrvatske, Zagreb 1974. 149 S.

### Englische Übersetzung
- Uncle Maroye. A Comedy by Marin Drzic. Translated by Filip Krenus. Foreword by Luko Paljetak. Dom Marina Držića, Dubrovnik 2017. 155 S. (hervorragende, treue Übersetzung des Originals mit dem Ende von Mihovil Kombol, ausführliche Annotationen)